# Duchesse de Palma de Majorque
Le titre de duchesse de Palma de Majorque ou de duchesse de Palma est un titre de la maison royale espagnole, associé à la ville de Palma, dans l'île de Majorque.
Il est créé le 26 septembre 1997 par le roi Juan Carlos Ier, avant le mariage de sa fille, l'infante Cristina de Borbón, le 4 octobre de la même année, avec Iñaki Urdangarin Liebaert,. Le décret royal précise que le titre n'est pas transmissible aux descendants (titre viager). 
L’attribution du titre est révoquée par le décret royal n°470/2015 du 11 juin 2015.

## Titulaire
|                                 | Titulaire actuel                | Période                         |
| Créé par le roi Juan Carlos Ier | Créé par le roi Juan Carlos Ier | Créé par le roi Juan Carlos Ier |
| ------------------------------- | ------------------------------- | ------------------------------- |
| I                               | Cristina de Borbón y Grecia     | 1997-2015                       |
| Révoqué par le roi Felipe VI    |                                 |                                 |

Par tradition et convention sociale en Espagne, Iñaki Urdangarin Liebaert, époux de l'infante, portait également le titre par le biais du jure uxoris.

En-tête officielle du papier à lettres du couple ducal, de 1997 à 2015.